# Carson Wentz
Carson James Wentz (nascido em 30 de dezembro de 1992) é um jogador de futebol americano que atua como quarterback na National Football League (NFL). Ele jogou futebol americano universitário pela Universidade Estadual de Dakota do Norte (NDSU) e foi selecionado pela Philadelphia Eagles na primeira rodada do Draft da NFL de 2016. Considerado um titular nos Eagles no começo de sua carreira, foi oficialmente colocado no banco de reservas em 2020 e, no ano seguinte, foi trocado para o Indianapolis Colts. Em 2022, ele defendeu o Washington Commanders mas não conseguiu se firmar como titular. Em 2023 atuou pelo Los Angeles Rams e no ano seguinte foi reserva no Kansas City Chiefs.

## Estatísticas
| Ano      | Time     | Jogos   | Passiando | Passiando | Passiando | Passiando | Passiando | Passiando | Passiando | Passiando | Correndo | Correndo | Correndo | Correndo | Fumbles | Fumbles  |
| Ano      | Time     | Titular | Comp      | Ten       | Pct       | Jardas    | Média     | TD        | Int       | Rtg       | Ten      | Jardas   | Média    | TD       | Fum     | Perdidos |
| -------- | -------- | ------- | --------- | --------- | --------- | --------- | --------- | --------- | --------- | --------- | -------- | -------- | -------- | -------- | ------- | -------- |
| 2016     | PHI      | 16      | 379       | 607       | 62,4%     | 3 782     | 6,2       | 16        | 14        | 79,3      | 46       | 150      | 3,3      | 2        | 14      | 3        |
| 2017     | PHI      | 13      | 265       | 440       | 60,2%     | 3 296     | 7,5       | 33        | 7         | 101,9     | 64       | 299      | 4,7      | 0        | 9       | 3        |
| 2018     | PHI      | 11      | 279       | 401       | 69,6%     | 3 074     | 7,7       | 21        | 7         | 102,2     | 34       | 93       | 2,7      | 0        | 9       | 6        |
| 2019     | PHI      | 16      | 388       | 607       | 63,9%     | 4 039     | 6,7       | 27        | 7         | 93,1      | 62       | 243      | 3,9      | 1        | 16      | 7        |
| 2020     | PHI      | 12      | 251       | 437       | 57,4%     | 2 620     | 6,0       | 16        | 15        | 72,8      | 52       | 276      | 5,3      | 5        | 10      | 4        |
| 2021     | IND      | 17      | 322       | 516       | 62,4%     | 3 563     | 6,9       | 27        | 7         | 94,6      | 57       | 215      | 3,8      | 1        | 8       | 5        |
| 2022     | WSH      | 8       | 172       | 276       | 62,3%     | 1 755     | 6,4       | 11        | 9         | 80,2      | 22       | 86       | 3,9      | 1        | 6       | 1        |
| 2023     | LAR      | 2       | 17        | 24        | 70,8%     | 163       | 6,8       | 2         | 1         | 99,8      | 17       | 56       | 3,3      | 1        | 0       | 0        |
| Carreira | Carreira | 95      | 2 073     | 3 308     | 62,7%     | 22 292    | 6,7       | 153       | 67        | 89,4      | 354      | 1 418    | 4,0      | 11       | 72      | 29       |